# PUKY
 (juillet 2025).
Motif : page publicitaire
- Archive Wikiwix
- Bing
- Cairn
- DuckDuckGo
- E. Universalis
- Gallica
- Google
- G. Books
- G. News
- G. Scholar
- Persée
- Qwant
- (zh) Baidu
- (ru) Yandex
- (wd) trouver des œuvres sur Wikidata

| 1. | Préciser le motif de la pose du bandeau. | Précisez le motif de la pose du bandeau en utilisant la syntaxe suivante : {{admissibilité à vérifier\|date=juillet 2025\|motif=remplacez ce texte par le motif}}         |
| 2. | Informer les utilisateurs concernés.     | Pensez à avertir le créateur de l'article, par exemple, en insérant le code ci-dessous sur sa page de discussion : {{subst:avertissement admissibilité à vérifier\|PUKY}} |

 (mai 2018).
PUKY est une entreprise allemande de fabrication de vélos, draisiennes et porteurs pour enfants.

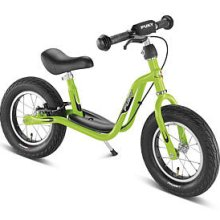
draisienne PUKY
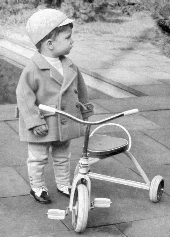
porteur PUKY
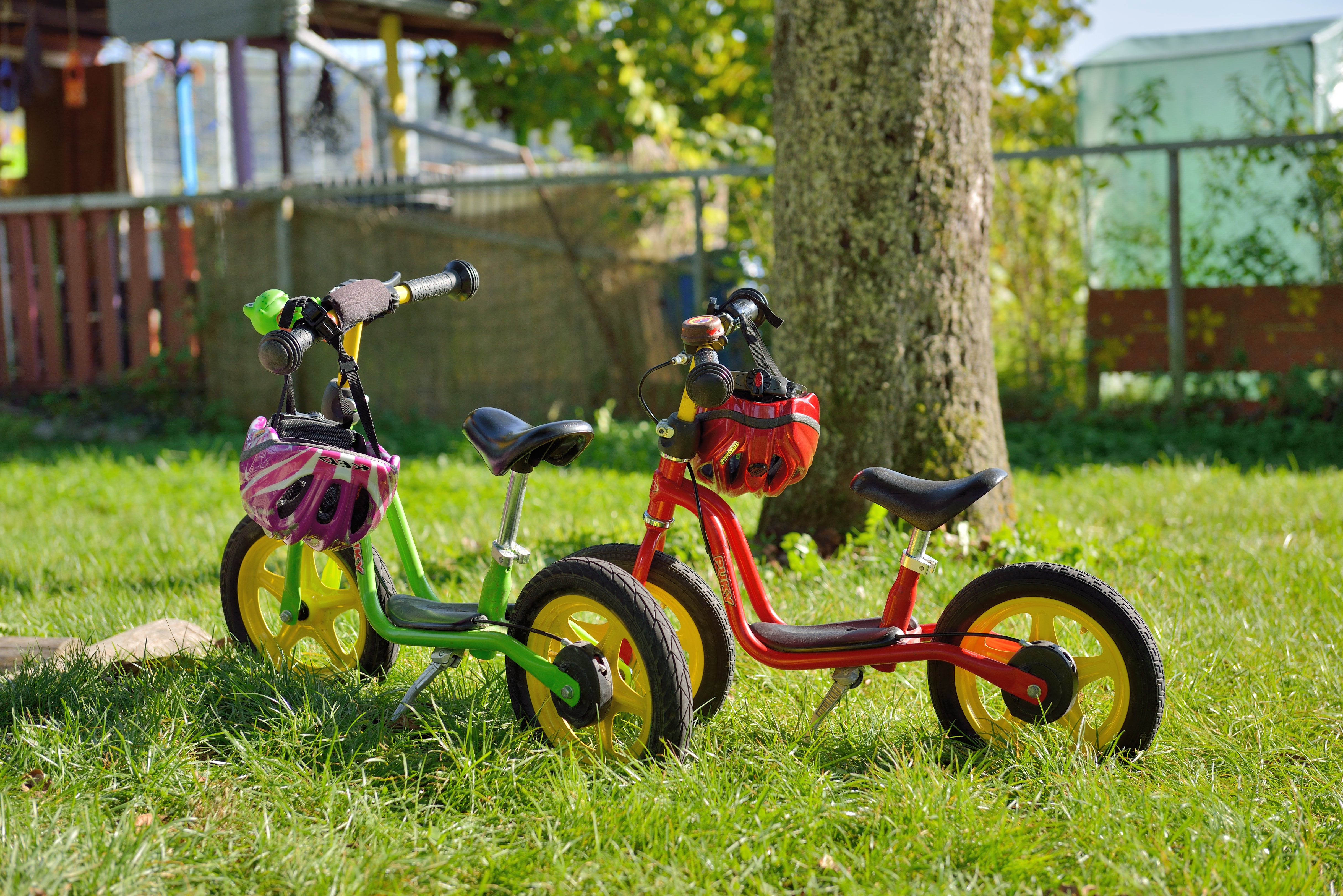
Deux roues pour enfants
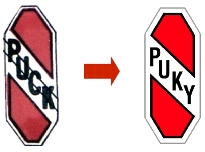
De PUCK à PUKY
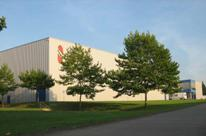
Usine à Wülfrath